# Ebert Van Buren
Ebert Harry Van Buren (* 6. Dezember 1924 in Tela, Honduras; † 14. Juni 2019 in Monroe, Louisiana), Spitzname: Red, war ein US-amerikanischer American-Football-Spieler in der National Football League (NFL). Er spielte als Fullback bei den Philadelphia Eagles. Ebert Van Buren war der jüngere Bruder von Steve Van Buren, der im Jahr 1965 in die Pro Football Hall of Fame aufgenommen wurde.

## Laufbahn
Ebert Van Buren wurde in Honduras geboren. Nach dem frühen Tode seiner Eltern wurde er im Alter von sechs Jahren von seinen Großeltern in New Orleans aufgezogen. Während des Zweiten Weltkriegs diente er in der United States Army und kämpfte auf dem asiatischen Kriegsschauplatz, wo er mit der Bronze Star Medal ausgezeichnet wurde.
Wie sein Bruder Steve Van Buren studierte er Psychologie an der Louisiana State University und spielte dort von 1947 bis 1950 American Football bei den Tigers. Nach der Saison 1949 spielte Van Buren mit seiner Mannschaft im Sugar Bowl, den man allerdings deutlich gegen die University of Oklahoma mit 35:0 verlor.
Im Jahr 1951 wurde Van Buren vom Profiteam seines älteren Bruders, den Philadelphia Eagles, in der ersten Runde an siebter Stelle gedraftet. Trainer des Teams war Wayne Millner. Van Buren spielte dort in der Offense der Mannschaft neben seinem Bruder als Fullback. Nach drei Spieljahren beendete Ebert Van Buren in Philadelphia seine Profilaufbahn.

## Nach der Laufbahn
Ebert Van Buren war verheiratet und hatte fünf Kinder. Er betrieb als Psychologe eine Praxis in Monroe. Im Jahr 2015 wurde er in die Ruhmeshalle seines ehemaligen Colleges aufgenommen.